# Lorenzo Mauldin
Lorenzo Mauldin (Atlanta, 1º ottobre 1992) è un giocatore di football americano statunitense che milita nel ruolo di linebacker per gli Ottawa RedBlacks della Canadian Football League (CFL).

## Biografia

### New York Jets
Dopo avere giocato al college a football a Louisville, Mauldin fu scelto nel corso del terzo giro (82º assoluto) del Draft NFL 2015 dai New York Jets. Debuttò come professionista subentrando nella gara del primo turno contro i Cleveland Browns in cui forzò un fumble prima di uscire per un infortunio al collo per cui fu portato in ospedale. I primi due sack in carriera li mise a segno nella settimana 9 su Blake Bortles dei Jacksonville Jaguars. La sua stagione da rookie si chiuse con 17 tackle, 4 sack e un fumble forzato in 15 presenze, nessuna delle quali come titolare.

## Statistiche
| Partite totali      | 15  |
| Partite da titolare | 0   |
| Tackle totali       | 17  |
| Sack                | 4,0 |
| Intercetti          | 0   |
| Fumble forzati      | 1   |

Statistiche aggiornate alla stagione 2015